# Трансильванське князівство (1711—1867)
Трансильванське князівство або Велике князівство Трансильванське (нім. Großfürstentum Siebenbürgen; угор. Erdélyi Nagyfejedelemség; рум. Marele Principat al Transilvaniei) — колишня провінція Габсбурзької монархії і Австрійської імперії.

## Історія
Васальне князівство Османська Трансильванія була захоплена Габсбургами і увійшла до складу Габсбурзької монархії згідно з Карловицьким конгресом у 1699. З 1711, Габсбурги зміцнили контроль над Трансильванією і князі Трансильванії були замінені губернаторами Габсбурзької імперії. У 1765 році було оголошено Велике князівство Трансильванія, введено окремий статус Трансильванії в Габсбурзькій монархії, згідно з Diploma Leopoldinum, 1691.

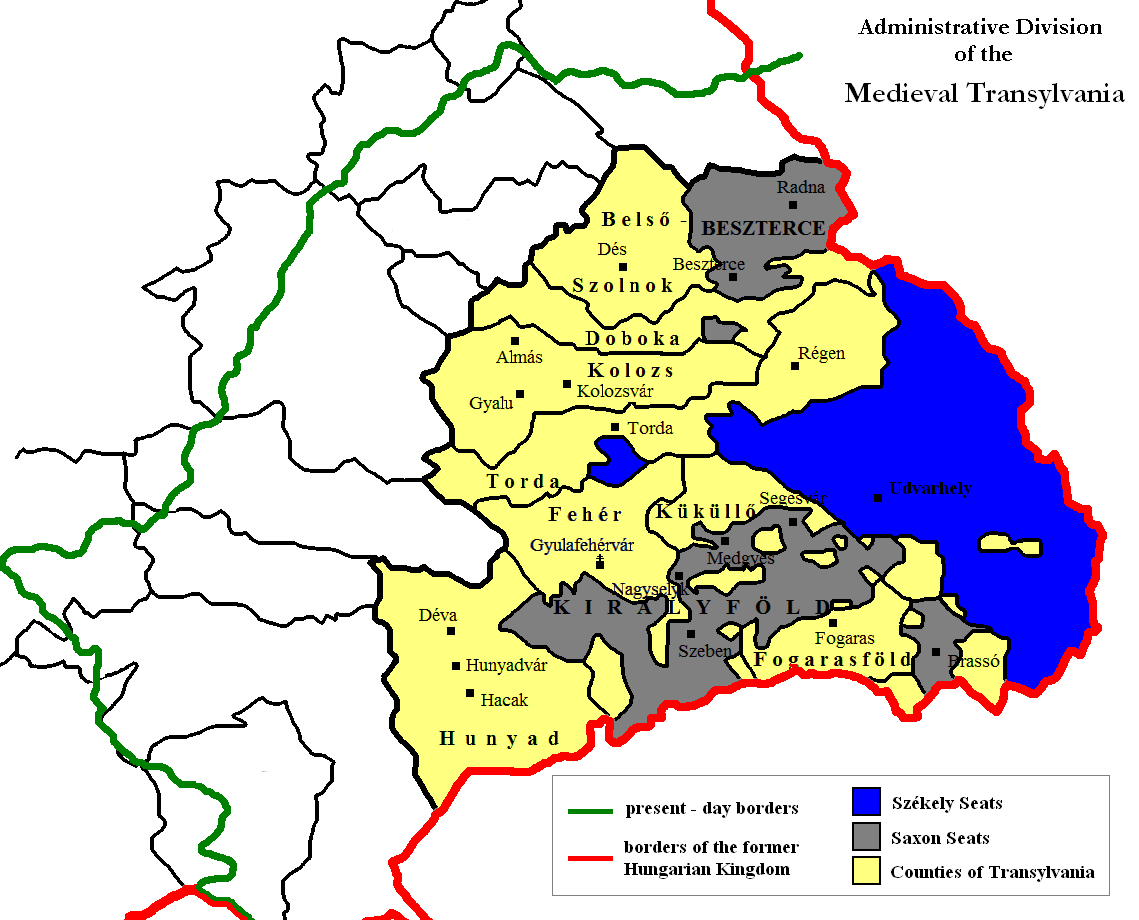
Етнічна мапа Трансильванії:
Секеї
Трансильванські сакси
Угорські та волоські(змішані) округи

У 1851 році Трансильванська військова границя (яка існувала з 1762 р.) була скасована і включена до Трансильванії.
Згідно з компромісом (Ausgleich) 1867, який створив Австро-Угорську імперію, особливий статус Трансильванії скасовано, і вона перейшла під контроль парламенту Королівства Угорщини.

## Демографія
| Рік  | Загалом    | Румуни | Угорці з Секеями | Німці  |
| ---- | ---------- | ------ | ---------------- | ------ |
| 1720 | 806,221    | 49,6 % | 37,2 %           | 12,2 % |
| 1730 | ~725,000   | 57.9 % | 26.2 %           | 15.1 % |
| 1765 | ~1,000,000 | 55.9 % | 26 %             | 12 %   |
| 1784 | 1,440,986  | -      | -                | -      |
| 1790 | 1,465,000  | 50.8 % | 30.4 %           | -      |
| 1835 | -          | 62.3 % | 23.3 %           | 14.3 % |
| 1850 | 2,073,372  | 59.1 % | 25.9 %           | 9.3 %  |